# Dorthy de Rooij
Dorthy de Rooij (Nuenen, Brabant, 1946 – 16 december 2002) was een Nederlands organist, componist en muziekpedagoog.

## Levensloop
Toen ze zestien was, werd Dorthy benoemd tot titularis van het orgel in de Augustijnenkerk van het klooster Mariënhage in Eindhoven. Ze bleef deze kerk en dit orgel meer dan veertig jaar trouw, ondanks eervolle aanbiedingen.
In 1964 begon ze haar studie orgel bij Albert de Klerk aan het Amsterdams conservatorium. In 1969 behaalde ze het einddiploma solospel summa cum laude en in 1972 de Prix d'Excellence, na een examen in de Grote Sint-Bavokerk in Haarlem.
Al in haar studententijd toonde zij belangstelling voor Spaanse, Portugese en Italiaanse oude muziek. Daarom ging ze in Lissabon lessen volgen bij Santiago Kastner. Ze deed vervolgens gedurende 1988 opnamen met muziek van oude Portugese meesters, op het in 1733 gebouwde en gedurende de jaren 1971 en 1972 door Flentrop gerestaureerde historische orgel van de Universiteitskapel van Coimbra. Voor haar inzet voor de Portugese muziek werd ze tot Officier in de Portugese Orde van Dom Henrique benoemd.
Naast de Iberische orgelmuziek legde Dorthy de Rooij zich toe op Franse muziek van de twintigste eeuw, waarvoor zij lessen bij Maurice Duruflé in Parijs volgde. Ze studeerde ook nog bij Luigi Ferdinando Tagliavini. Ze speelde ook graag Bach en César Franck. Daarnaast speelde ze werk van twintigste-eeuwse componisten zoals Maurice van Elven (1950) en Mathieu Dijker.
Ze was een vaak en graag gezien concertorganiste in binnen en buitenland en lid van jury's van diverse concoursen. In 1994, 1997 en 2000 was ze jurylid voor het internationaal orgelconcours in het kader van het Festival Oude Muziek in Brugge. Ze was ook artistiek adviseur van de concertserie in de Abdij van Berne in Heeswijk en hoofdvakdocente orgel aan de conservatoria van Zwolle en Maastricht. Ze leidde er talrijke Nederlandse en Vlaamse organisten op. Een van haar leerlingen, Bart Rodyns getuigde: "Dorthy de Rooij was een ongelooflijk temperamentvol persoon die je haar enthousiasme voor het musiceren als geen ander kon overbrengen. Het was iemand die je amper kon volgen wanneer ze de trappen naar het hoogzaal opliep. Ze bruiste letterlijk van energie, dacht altijd ontzettend positief en dwong haar leerlingen keer op keer kritisch te zijn voor zichzelf."
Ze overleed vroegtijdig, na een korte ziekte, op 16 december 2002. Opnieuw Bart Rodyns: "Er heerste onder al haar orgelleerlingen een sfeer van totale verslagenheid toen bleek dat ze na een – voor de buitenwereld verborgen gehouden – ziekte, overleden was."

## Composities
- Tres glosas sobre Canto Llano
- Toccata, adagio en fuga in C gr.t. (DdR)
- Toccata settima (DdR)
- Toccata Quinta
- Tiento lleno del primer tono
- Tiento de medio registro de baxon
- Kyrie uit 'La Messe' (DdR)
- Koraalvoorspel 'Allein Gott in der Höh' sei Ehr' (DdR)
- Echo fantasie (GS)
- Echo fantasie (DdR)
- Diferencias sobre el canto llano del Caballero
- Canzone francese seconda del nono tuono naturale (DdR)
- Canzona Quarta

## Discografie
- Historical Organs in Portugal (1993, 1994, 1999)
- Organ Works of Portuguese Masters (1999)